# الائتلاف من أجل النزاهة والمساءلة (أمان)
الائتلاف من أجل النزاهة والمسائلة (أمان) هو منظمة غير حكومية تأسست عام 2000 بمبادرة عدد من منظمات المجتمع المدني العاملة في مجال الديمقراطية وحقوق الإنسان؛ الهدف من تأسيس الإتلاف هو تنظيم الجهود في محاربة الفساد. وهو الحائز جائزة ابن رشد للفكر الحر عام 2019.

## الجوائز
حاز الائتلاف على جائزة ابن رشد للفكر الحر عام 2017 لجهوده في محاربة الفساد.